# Puchar Niemiec w piłce nożnej (1956/1957)
Puchar Niemiec w piłce nożnej mężczyzn 1956/1957 – 14. edycja rozgrywek mających na celu wyłonienie zdobywcy Pucharu Niemiec. Tym razem trofeum wywalczył Bayern Monachium. Finał został rozegrany na Rosenaustadion w Augsburgu.

## Kwalifikacje
Mecz rozegrano 1 kwietnia 1957 roku.
| Drużyna 1    | Wynik | Drużyna 2        |
| ------------ | ----- | ---------------- |
| Spandauer SV | 1:4   | Bayern Monachium |

## Plan rozgrywek
Rozgrywki szczebla centralnego składały się z 2 części:
- Półfinał: 1 lipca
- Finał: 29 grudnia 1957 roku na Rosenaustadion w Augsburgu

## Półfinały
Mecze rozegrano 1 lipca 1957 roku.
| Drużyna 1          | Wynik      | Drużyna 2         |
| ------------------ | ---------- | ----------------- |
| Bayern Monachium   | 3:1 (dog.) | 1. FC Saarbrücken |
| Fortuna Düsseldorf | 1:0        | Hamburger SV      |

## Finał
| 29 grudnia 1957 14:00 (CET) | Bayern Monachium · Jobst 78' | 1:00:0Raport | Fortuna Düsseldorf | Rosenaustadion, Augsburg Widzów: 40 000 Sędzia: Albert Dusch (Kaiserslautern) |
|                             |                              |              |                    |                                                                               |

| BAYERN MONACHIUM: |   |                   |
|                   |   |                   |
| BR                | 1 | Árpád Fazèkas     |
| OB                |   | Willi Knauer      |
| OB                |   | Hans Bauer (C)    |
| PO                |   | Thomas Mayer      |
| PO                |   | Wiggerl Landerer  |
| PO                |   | Siegfried Manthey |
| NA                |   | Peter Velhorn     |
| NA                |   | Kurt Sommerlatt   |
| NA                |   | Gerhard Siedl     |
| NA                |   | Rudi Jobst        |
| NA                |   | Werner Huber      |
| Trener:           |   |                   |
| Willibald Hahn    |   |                   |

| FORTUNA DÜSSELDORF: |   |                       |
|                     |   |                       |
| BR                  | 1 | Albert Görtz          |
| OB                  |   | Matthias Mauritz      |
| OB                  |   | Erich Juskowiak       |
| PO                  |   | Herbert Bayer         |
| PO                  |   | Günter Jäger          |
| PO                  |   | Martin Gramminger     |
| NA                  |   | Bernhard Steffen      |
| NA                  |   | Franz-Josef Wolfframm |
| NA                  |   | Karl Gramminger       |
| NA                  |   | Heinz Jansen          |
| NA                  |   | Hans Neuschäfer       |
| Trener:             |   |                       |
| Hermann Lindemann   |   |                       |

| Puchar Niemiec w piłce nożnej 1956–1957 Zwycięzcy |
| ------------------------------------------------- |
| Bayern Monachium 1. Tytuł                         |